# Elizabeth của Toro
Vương nữ Elizabeth Christobel Edith Bagaaya Akiiki của Toro (sinh năm 1936) là Batebe (Vương nữ Vương thất) của Vương quốc Toro. Cô là một luật sư, chính trị gia, nhà ngoại giao, và người mẫu người Uganda. Cô là người phụ nữ Đông Phi đầu tiên được nhận vào Bar Anh. Elizabeth là cô của Vua Toro, Rukidi IV. Bà nói ngắn gọn (tháng 2 năm 1974 - tháng 11 năm 1974) từng là bộ trưởng bộ ngoại giao dưới thời Idi Amin.

## Tuổi thơ và giáo dục
Vương nữ sinh năm 1936 tại Rukidi III xứ Toro, Omukama thứ mười một của Toro, vị vua trị vì từ năm 1928 đến năm 1965. Mẹ cô là Vương hậu Kezia, con gái của Nikodemo Kakoro, một giám đốc cấp cao. Danh hiệu của cô từ khi sinh ra là Omubiitokati.
Sau khi học xong tiểu học từ trường trung học nữ Kyebambe hiện tại, cô được gửi đến trường trung học Gayaza, một trường nội trú dành cho nữ ở Buganda, sau đó là trường nữ sinh Shertern ở Anh, nơi cô là học sinh da đen duy nhất. "Tôi cảm thấy tôi như bị xét xử và việc tôi không xuất sắc sẽ phản ánh không tốt về toàn bộ chủng tộc da đen", cô viết trong hồi ký. Sau một năm, cô được nhận vào Girton College, Cambridge, người phụ nữ châu Phi thứ ba được nhận vào Đại học Cambridge trong lịch sử của trường này. Năm 1962, cô tốt nghiệp Cambridge với bằng luật. Ba năm sau, vào năm 1965, công chúa trở thành luật sư, trở thành người phụ nữ đầu tiên từ Đông Phi được nhận vào Bar Anh.

## Cuộc sống vương thất và nghề người mẫu
Trong khoảng thời gian này, cha cô qua đời, và anh trai Patrick của cô được phong là Olimi III, Omukama thứ mười hai của Toro, người trị vì từ năm 1965 đến năm 1995. Khi đăng quang, Elizabeth đã nhận được danh hiệu và văn phòng của Batebe (Công chúa Hoàng gia), theo truyền thống khiến cô trở thành người phụ nữ quyền lực nhất Vương quốc Toro và là cố vấn đáng tin cậy nhất của nhà vua.
Vua Fredrick Mutesa II của Buganda, một vương quốc truyền thống khác của Uganda, hiện là tổng thống, với Thủ tướng Milton Obote. Chỉ một năm sau khi Omukama Olimi III đăng quang, Obote đã tấn công Cung điện Buganda, đưa Edward Muteesa II đi lưu vong, và tuyên bố mình là tổng thống. Chẳng mấy chốc, ông đã bãi bỏ tất cả các vương quốc truyền thống của người Uganda, kể cả Toro. Elizabeth lo sợ cho cuộc sống của anh trai mình, nhưng anh ta đã trốn thoát đến Luân Đôn.
Elizabeth sau đó đã hoàn thành một khóa thực tập tại một công ty luật và trở thành nữ luật sư đầu tiên của Uganda. Cô là một tù nhân ảo ở đất nước của mình cho đến khi Vương nữ Margaret của Vương quốc Anh gửi lời mời làm người mẫu trong một chương trình thời trang từ thiện. Vương nữ là một mẫu rất thành công, và sớm trở thành một người mẫu thời trang rất thành công, được xuất hiện trên nhiều tạp chí. Jacqueline Kennedy On Khung đã gặp Elizabeth tại một bữa tiệc, và thuyết phục cô chuyển đến thành phố New York. Năm 1971, Obote bị Tướng Amin lật đổ, và Elizabeth trở về Uganda. Sự cai trị của Amin thậm chí còn đàn áp hơn cả Obote, với việc Amin xử tử và giam cầm nhiều người. Năm 1974, Amin bổ nhiệm bộ trưởng ngoại giao Elizabeth.

## Sách tham khảo
- Hassen, Joyce. Công chúa châu Phi. New York: Hyperion, 2004
- Elizabeth của Toro. Elizabeth of Toro: Odyssey của một công chúa châu Phi. New York: Simon và Schuster.